# Heterophallus
Heterophallus är ett släkte av fiskar. Heterophallus ingår i familjen Poeciliidae.
Kladogram enligt Catalogue of Life:
| Heterophallus | \| \| Heterophallus milleri \| \| \| \| \| \| Heterophallus rachovii \| \| \| \| |
|               | \| \| Heterophallus milleri \| \| \| \| \| \| Heterophallus rachovii \| \| \| \| |
|               | Heterophallus milleri                                                            |
|               |                                                                                  |
|               | Heterophallus rachovii                                                           |
|               |                                                                                  |